# Daesin-dong, Daegu
Daesin-dong (koreanska: 대신동) är en stadsdel i staden Daegu i den sydöstra delen av Sydkorea, 240 km sydost om huvudstaden Seoul. Den ligger i stadsdistriktet Jung-gu.